# Macrosphenus
Macrosphenus es un género de aves paseriformes perteneciente a la familia Macrosphenidae.

## Especies
El género contiene las siguientes especies:
- Macrosphenus concolor – picolargo gris;
- Macrosphenus flavicans – picolargo amarillo;
- Macrosphenus kempi – picolargo de Kemp;
- Macrosphenus kretschmeri – picolargo de Kretschmer;
- Macrosphenus pulitzeri – picolargo de Pulitzer.